# Руські історії
Руські історії (англ. The Russian Stories), також відомі як Руська серія (англ. Russian Series), Руська трилогія (англ. Russian Trilogy) та Русалчина трилогія (англ. Rusalka Trilogy) — серія фентезійних романів письменниці Керолайн Черрі. Події серії розгортаються на берегах Дніпра у часи Київської Русі. До серії належать романи «Русалка» (1989), «Чорнобог» (1990) і «Євгеній» (1991). Перший роман «Русалка» був номінований на премію «Локус» у 1990 році.
Книжки, багато в чому натхнені слов'янською міфологією, оповідають про долю потопельниці, яка стала русалкою.. У романах присутні також інші істоти зі слов'янського фольклору: банник, лісовик, водяник.
Те, як у цих романах діє магія, відрізняється від описаного в інших фентезійних творах Черрі. У цій серії чарівники представлені як особливо небезпечні, оскільки навіть їхні найбільш пересічні бажання, якщо вони виказані, можуть призвести до подій із непередбачуваним результатом. Тому тут чарівники мусять ретельно стежити за тим, що вони думають, щоб випадково не випустити магічні сили, які можуть призвести до негативних наслідків.
Таким чином, ці книжки можна розглядати як застереження щодо несумісності магії та людського суспільства, а також як критику безтурботного ставлення до магічної сили в багатьох інших фентезійних творах, особливо у жанрі високого фентезі. Жанр серії можна описати як історичне фентезі, хоча у ній присутні також елементи фантастики жахів.

## Магія в серії
В есе під назвою «Змінюючи точку зору: суб'єктності у слов'янській фентезійній трилогії Черрі» дослідниця Дженіс М. Богстад зазначає, шо в Руській серії описані три рівні магії:
1. Фольклорна магія, яку виконують місцеві істоти, зокрема банники, лісовики[5] і водяники, що часто неправильно тлумачиться як селянські забобони;[6][4]
2. Магія бажань, яку виконують чарівники, є неточним мистецтвом через те, як бажання взаємодіють з бажаннями інших чарівників;[7][4]
3. Силова магія, «найбільш руйнівна магія», яка черпає свою силу від «темних сил» у «потойбічному царстві», практикується деякими чарівниками, але іншими вважається чаклунством.[8][9]

Франко-болгарський філософ Цветан Тодоров назвав цей другий рівень магії «пандетермінізмом», де «межа між фізичним і ментальним, між матерією і духом, між словом і річчю перестає бути владною».
Богстад каже, що окрім того, що книжки є історією про дівчину, яка стала русалкою, у них йдеться про «олюднення досвіду магії»  Досвід кожного персонажа з магією є суб'єктивним, оскільки вони ніколи не бачать повної картини, і можуть лише здогадуватися про те, що, на їхню думку, викликає «присутність магії». Богстад називає історію «свого роду наукою про магію» через те, як герої досліджують це явище.

## Рецензії
Академік Дженіс М. Богстад описала цю серію як «незвичну фантастичну трилогію», яка 'заслуговує на увагу", оскільки Черрі відійшла від традиційного фентезі, заснованого на кельтському фольклорі, і познайомила західних читачів із менш відомою слов'янською міфологією. Письменник наукової фантастики та фентезі Роланд Дж. Грін описав Руську серію Черрі як її «найзначніший фентезі-твір». Знавець латинської мови Мілдред Лік Дей назвала «Руські історії» «найкращою з чаклунських книжок».

## Інформація про публікацію
- Cherryh, C. J. (1989). Rusalka (вид. 1st). Del Rey Books.
- Cherryh, C. J. (1990). Chernevog (вид. 1st). Del Rey Books.
- Cherryh, C. J. (1991). Yvgenie (вид. 1st). Del Rey Books.
- Cherryh, C. J. (2010). Rusalka (вид. e-book). Spokane, Washington: Closed Circle Publications.
- Cherryh, C. J.; Fancher, Jane (2012). Chernevog (вид. e-book). Spokane, Washington: Closed Circle Publications.
- Cherryh, C. J. (2012). Yvgenie (вид. e-book). Spokane, Washington: Closed Circle Publications.

Черрі опублікувала самвидавні переглянуті видання Rusalka, Chernevog та Yvgenie у форматі електронних книжок у Closed Circle Publications між 2010 та 2012 роками. Авторство видання електронної книжки Chernevog приписується CJ Cherryh і Jane Fancher через внесок Fancher у редакції. Черрі сказала, що в цих виданнях електронних книжок «були невеликі зміни в Rusalka, більші зміни в Chernevog і величезні зміни в Yvgenie — в останньому я переписала рядок за рядком: нічого не залишилося недоторканим».

## Цитування
1. ↑  1990 Award Winners & Nominees. Worlds Without End. Процитовано 15 липня 2009.
2. 1 2  Bogstad, 2004, с. 114.
3. ↑  Bogstad, 2004, с. 115.
4. 1 2 3  Bogstad, 2004, с. 126.
5. ↑  Cherryh, 2010a, с. 36.
6. 1 2 3  Bogstad, 2004, с. 117.
7. ↑  Bogstad, 2004, с. 120.
8. ↑  Bogstad, 2004, с. 123.
9. ↑  Cherryh, 2012a, с. 98—99.
10. ↑  Todorov, Tsvetan (1975). The Fantastic: A Structural Approach to a Literary Genre. Переклад: Richard Howard. Cornell University Press. с. 112.
11. ↑  Bogstad, 2004, с. 116.
12. ↑  Green, Roland J. (8 грудня 1991). Watching the past saves the future. Chicago Sun-Times. Архів оригіналу за 18 жовтня 2016. Процитовано 1 березня 2013.   – за допомогою HighBeam (необхідна підписка)
13. ↑  Day, Mildred Leake (1991). Arthurian News and Events. Quondam et Futurus. Scriptorium Press. 1 (3): 106—107. JSTOR 27870146.  (необхідна підписка)
14. ↑  Rusalka. Closed Circle Publications. Процитовано 14 серпня 2013.
15. ↑  Cherryh, C. J. (19 жовтня 2012). Editing older novels to new editions. Wave Without a Shore. Процитовано 15 серпня 2013.
16. ↑  Cherryh, C. J. (31 березня 2012). Getting very close to adding Chernevog and Yvgenie. Wave Without a Shore. Процитовано 15 серпня 2013.

## Цитовані
- Bogstad, Janice M. (2004). Shifting Ground: Subjectivities in Cherryh's Slavic Fantasy Trilogy. У Carmien, Edward (ред.). The Cherryh Odyssey. Wildside Press LLC. с. 113—131. ISBN 978-0-8095-1071-9.
- Cherryh, C. J. (2010a). Rusalka (вид. e-book). Spokane, Washington: Closed Circle Publications.
- Cherryh, C. J. (2012a). Chernevog (вид. e-book). Spokane, Washington: Closed Circle Publications.

## Подальше читання
- D'Ammassa, Don (January 2009). Encyclopedia of Fantasy and Horror Fiction. Infobase Publishing. с. 54. ISBN 978-1-4381-0909-1.
- Buker, Derek M. (January 2002). The Science Fiction and Fantasy Readers' Advisory: The Librarian's Guide to Cyborgs, Aliens, and Sorcerers. American Library Association. с. 157. ISBN 978-0-8389-0831-0.